# حصان بانكر
حصان بانكر (بالإنجليزية: Banker horse)‏ هو من سلالة الحصان الوحشي (ايكوس ferus )الذي يعيش في جزر اوتر بانكس ولاية كارولينا الشمالية.ومن ميزات هذا النوع انها صغيرة وصعبة المراس ومزاجه منصاع لصاحبه.ينحدر من الخيول الإسبانية المستأنسة وربما جلبت إلى الامريكتين في القرن 16، ومؤسسة الخيول الاصلية الاجداد قد أصبحت وحشي بعد نجاته من حطام السفن أو يتم التخلي عنها على الجزر الاستكشافية بقيادة لوكاس فاسكويز أو ريتشارد غرينيفيل. تم العثور على السكان في جزيرة البنوك اوكراكوك، وفي بنوك راشيل كارسون مصبي الحرم الشريف.